# Il mio miglior nemico (film 2006)
(Orfeo)
Il mio miglior nemico è un film italiano del 2006, diretto e interpretato da Carlo Verdone.

## Trama
Achille De Bellis è un ricco manager di una grande catena alberghiera, da generazioni appartenente alla famiglia della sua consorte Gigliola. Possiede una bella casa e ha tutto ciò che un uomo possa desiderare. Mentre Gigliola è alle prese con i preparativi della festa per il loro venticinquesimo anniversario di matrimonio, Achille, un giorno, licenzia per il furto di un costoso portatile Annarita, una cameriera dell'hotel depressa cronica. Il figlio della donna, Orfeo, un cameriere ventiquattrenne costantemente pressato dalle crisi depressive della madre e da una situazione economica non esattamente delle più felici, cerca, pienamente convinto della sua innocenza, di convincere Achille a riassumerla.
Amareggiato ed arrabbiato per la totale indifferenza dimostratagli da Achille, il giovane cameriere decide di rovinargli la vita. Un giorno quindi attende Achille fuori dall’albergo e lo pedina di nascosto con il motorino, vedendo così Achille caricare una donna in macchina in un parcheggio. La donna in questione è  Ramona, la giovane e bella cognata di Achille, ovvero la moglie del fratello di Gigliola. Orfeo li segue e li vede appartarsi in una pineta, dove iniziano a fare l’amore dentro la macchina. Immortalata la scena in una serie di fotografie, il giovane comincia a perseguitare i due fedifraghi attraverso messaggi intimidatori e piccoli atti vandalici, sino ad arrivare a minacciare apertamente Achille di rivelare alla sua famiglia tutto sulla sua tresca. Intanto, a seguito di un incidente stradale, Orfeo conosce Cecilia, una ragazza da poco ritornata da Londra, dove frequenta l'università, con la quale instaura col passare del tempo una profonda storia d'amore. Alla festa del venticinquesimo anniversario di matrimonio di Achille con la moglie Gigliola, Orfeo, ignaro però del fatto che il padre di Cecilia sia proprio Achille, irrompe sul palco dell'orchestra e mostra agli invitati le compromettenti foto dell'infedeltà di Achille. In un solo colpo, Achille perde così la famiglia, il lavoro e l'affetto della figlia.
Cecilia, scossa e disgustata dall'ipocrisia del padre e dall'incoscienza e l'insensibilità dimostrate dal gesto di Orfeo, decide di fuggire. Dopo che la madre di quest'ultimo confessa al figlio di essere la reale colpevole del furto, commesso per aiutare lavorativamente il suo amante (già sposato ma non intenzionato a lasciare la famiglia per lei) viene definitivamente abbandonata dal figlio e così Orfeo e Achille, pur non provando reciproca simpatia nei confronti dell'altro, decidono di unire le forze mettendosi in viaggio alla ricerca della ragazza. 
Tra Achille e Orfeo si alternano varie situazioni comiche, litigiose ma anche di vicinanza. Ad esempio arrivato nei pressi dell’abitazione del padre biologico, un noto e ricco ingegnere, Orfeo viene sorpreso nel suo giardino e portato in caserma. Accorre Achille, che fingendosi il padre di Orfeo, gli evita una denuncia e si becca anche una patetica morale su come allevare i figli dal padre di Orfeo, ignaro di aver appena conosciuto il figlio. Orfeo ringrazia Achille con un abbraccio ma successivamente i due litigano nuovamente per futili motivi e Achille decide di proseguire la sua ricerca ad Istanbul, in passato meta di una vacanza familiare della quale la stessa Cecilia, in una sua poesia, la rammenta come un raro momento di genuina felicità, mentre Orfeo, seguendo una sua pista, memore di quando la ragazza aveva menzionato la Svizzera come la patria delle regole, della puntualità e della precisione - tutte cose che lei agognava - si reca a Ginevra. Quest'ultimo ha infatti la meglio, trovando la ragazza lavorare come cameriera in un bar della città elvetica, il Grand Cafè Istanbul. I due giovani, per far piacere ad Achille, si recano in Turchia, facendo credere ad Achille che sia stato lui a ritrovare sua figlia e tutto si conclude con una dolce foto tra padre e figlia scattata da Orfeo e con quest'ultimo che vede, nel trio formato da tutti loro assieme, la sua nuova e vera famiglia.

## Personaggi
- Achille De Bellis (Carlo Verdone): figlio di un portinaio, sposa la ricca Gigliola, erede di una catena di hotel.
- Orfeo Rinalduzzi (Silvio Muccino): giovane cameriere e figlio di Annarita, abbandonato dal padre ancora in fasce.
- Cecilia De Bellis (Ana Caterina Morariu): figlia di Achille e Gigliola, fidanzata di Orfeo, è una ragazza alla ricerca di sé stessa e desidera molto un padre.
- Gigliola Duranti (Agnese Nano): moglie di Achille, sorella di Guglielmo.
- Guglielmo Duranti (Paolo Triestino): fratello di Gigliola, cognato di Achille, direttore della catena alberghiera.
- Ramona Duranti (Corinne Jiga): giovane moglie di Guglielmo, rumena, amante di Achille.
- Annarita Rinalduzzi (Sara Bertelà): madre di Orfeo, depressa cronica, lavora nell'hotel di Achille.
- Riccardo (Leonardo Petrillo): sposato, è l'amante di Annarita, odiato da Orfeo.

## Produzione
Le riprese del film si sono svolte tra Roma, Frascati, Sabaudia, il Lago di Como, Ginevra e Istanbul, luogo dove si conclude la vicenda. Il film ha ricevuto 12 candidature ai David di Donatello 2006, senza vincerne nessuno.

## Pubblicità indiretta
Nel film sono presenti esempi di pubblicità indiretta:
- Vodafone: Appare nella presentazione del film dove Achille, partecipando ad un congresso, si trova vicino al manifesto della compagnia telefonica, durante una telefonata tra Orfeo e Achille e durante un messaggio tra Cecilia e lo stesso Achille.
- Birra Moretti: Mentre Orfeo lavora, la tovaglia dei tavoli del bar e il gazebo dello stesso porta questo sponsor; che si nota anche quando Orfeo va allo sfasciacarrozze e incontra un amico che beve proprio questa birra.
- Acqua Lete: Quando Achille incontra Orfeo nel ristorante è presente in tutti i tavoli, anche sul comodino dell'albergo.
- ThinkPad: Si nota l'etichetta sul computer di Achille, sulla penna USB e su un cd inserito da Achille in un computer.

## Distribuzione
Il film è uscito nelle sale cinematografiche italiane il 10 marzo 2006.

## Riconoscimenti
- 2006 - David di Donatello
  - Nomination Miglior film a Aurelio De Laurentiis e Carlo Verdone
  - Nomination Miglior regia a Carlo Verdone
  - Nomination Migliore sceneggiatura a Silvio Muccino, Pasquale Plastino, Silvia Ranfagni e Carlo Verdone
  - Nomination Migliore produttore a Aurelio De Laurentiis
  - Nomination Migliore attore protagonista a Carlo Verdone
  - Nomination Migliore attrice protagonista a Ana Caterina Morariu
  - Nomination Miglior fotografia a Danilo Desideri
  - Nomination Miglior scenografia a Maurizio Marchitelli
  - Nomination Migliori costumi a Tatiana Romanoff
  - Nomination Miglior montaggio a Claudio Di Mauro
  - Nomination Migliore fonico di presa diretta a Gaetano Carito
  - Nomination Premio David Giovani a Carlo Verdone

- 2007 - Nastro d'argento
  - Nomination Migliore attore protagonista a Silvio Muccino e Carlo Verdone
  - Nomination Miglior produttore a Aurelio De Laurentiis

- 2007 - Ciak d'oro
  - Miglior regista in un film commedia a Carlo Verdone
  - Nomination Miglior attore in un film commedia a Silvio Muccino

- 2007 - Alpe d'Huez International Comedy Film Festival
  - Premio del pubblico a Carlo Verdone

- 2007 - Bastia Italian Film Festival
  - Premio del Pubblico a Carlo Verdone

- 2006 - Kineo Awards
  - Miglior regia a Carlo Verdone
  - Miglior attore protagonista a Silvio Muccino

## Accoglienza

### Incassi
Il film è stato campione di incassi in Italia. Nel weekend d'esordio ha incassato ben 5.000.000 euro. In totale ha realizzato un box-office di circa € 18.598.000, risultando essere il maggiore successo commerciale di Verdone in Italia.

## Home Video
Il film ha avuto una versione in DVD, con l'aggiunta di 20 minuti di scene inedite, guida al backstage, e il trailer originale del film.

### Dettagli Tecnici
- Formato dischi: Doppio strato
- Formato video: 1.85 PAL Anamorfico
- Tracce audio: Italiano Dolby Digital - 5.1
- Sottotitoli: Italiano (non udenti)